# زمین‌لرزه ۱۹۹۴ بولیوی
زمین‌لرزه بولیوی  در تاریخ ۹ ژوئن ۱۹۹۴ میلادی، برابر با ‎۱۹ خرداد ۱۳۷۳، ساعت ۰:۳۳:۱۶ به زمان یوتی‌سی در بولیوی رخ داد. ژرفای این زلزله ۶۳۵٫۴ کیلومتر بود، و بزرگی آن ۸٫۲ در مقیاس Mw اعلام شده‌است. زمین‌لرزه به وقت محلی در روز چهارشنبه، ساعت ۲۰ روی داده و منطقه زمانی آن یوتی‌سی -۴ بوده‌است .
سازمان زمین‌شناسی آمریکا نیز رومرکز این زمین‌لرزه را در مختصات ۱۳°۵۰′۲۸″جنوبی ۶۷°۳۳′۱۱″غربی / ۱۳٫۸۴۱°جنوبی ۶۷٫۵۵۳°غربی و ژرفای آن را در ۶۳۱ کیلومتر گزارش کرده‌است. بزرگی برگزیدهٔ این سازمان از میان بزرگی‌های محاسبه‌شدهٔ مختلف ۸٫۲ در مقیاس Mw بوده و از دید اثر، در میان چهار دسته‌بندی «نامحسوس»، «محسوس»، «زیان‌آور» یا «با تلفات»، زلزله را «با تلفات» اعلام کرده‌است.رانش زمین در آن به وجود آمده‌است.
پروژهٔ «تنسور گشتاور مرکزوار» زاویه‌های (راستا، شیب، ریک) گسل سازندهٔ زمین‌لرزه و صفحه عمود بر آن را (°۳۰۲، °۱۰، °۶۰-) یا (°۹۲، °۸۱، °۹۵-) و نوع گسل را «عادی» فرارسانده‌است.
شمار کشتگان زلزله حدود ۱ نفر بوده‌است.